# 鼓子詞
鼓子词是北宋兴起的一種說唱藝術，流行于北宋中后期到南宋，通常在官僚、士大夫举办的宴会上表演。它以鼓伴奏，故名。

## 历史
鼓子词兴起于北宋，流行于北宋中后期到南宋，于天池等认为它在宋亡之后便不复存在，但实际上后世还有不少鼓子词的仿作，如欧阳玄的《渔家傲》十二月鼓子词便是受欧阳修作品启发而作。元朝的小令可能是由它发展而来。明毛奇龄、清周金然等也有关于鼓子词的记载。

## 内容
据刘俊青，现存宋代鼓子词211首，作者包括欧阳修、赵令畤、王廷珪、李子正、洪适、吕渭老、黄裳、张抡、侯寘、尧述姚。
这些鼓子词大致可以分为叙事类鼓子词和十二月鼓子词和两种。前者以吕渭老、王廷珪、侯寘、尧述姚、赵令畤、张抡的作品为代表。除去描写山水的张抡和改编《会真记》的赵令畤（《商调·蝶恋花》）之外，其他人的作品均为描述节日为主。
十二月鼓子词使用同一曲调，按时间顺序描写景物，一些直接以十二月令排列，如欧阳修的两首《渔家傲》（正月斗杓初转势、正月新阳生翠琯），一些只是笼统地以时间（如季节变化）排序，如李子正的《减兰十梅并序》。